# Lesedi
Lesedi es un municipio local sudafricano situado en el distrito de Sedibeng, en la provincia de Gauteng.

## Superficie
Lesedi tiene una superficie de 1484 km².

## Demografía
En 2022, tenía 132 783 habitantes, una densidad poblacional de 89,45 hab./km², y 42 597 viviendas.